# Stanozolol
Le stanozolol, généralement vendu sous le nom de Winstrol ou Stanabol, est un stéroïde anabolisant synthétique dérivé de la testostérone.
Le stanozolol est utilisé chez l'homme pour le traitement de l'anémie et de l'angio-œdème héréditaire. Il est également utilisé chez l'animal pour stimuler le développement musculaire, la production de globule rouge, la densité des os ou l'appétit d'animaux affaiblis.
Le stanozolol est couramment utilisé en tant que substance ergogénique. Il est interdit dans les compétitions sportives.

## Source
- (en) Cet article est partiellement ou en totalité issu de l’article de Wikipédia en anglais intitulé « Stanozolol » (voir la liste des auteurs).
- photos de stanozolol